# Cyril Williams
William Cyril Williams (1889-1959) was een Brits motorcoureur. Hij won de TT van Man van 1920. 

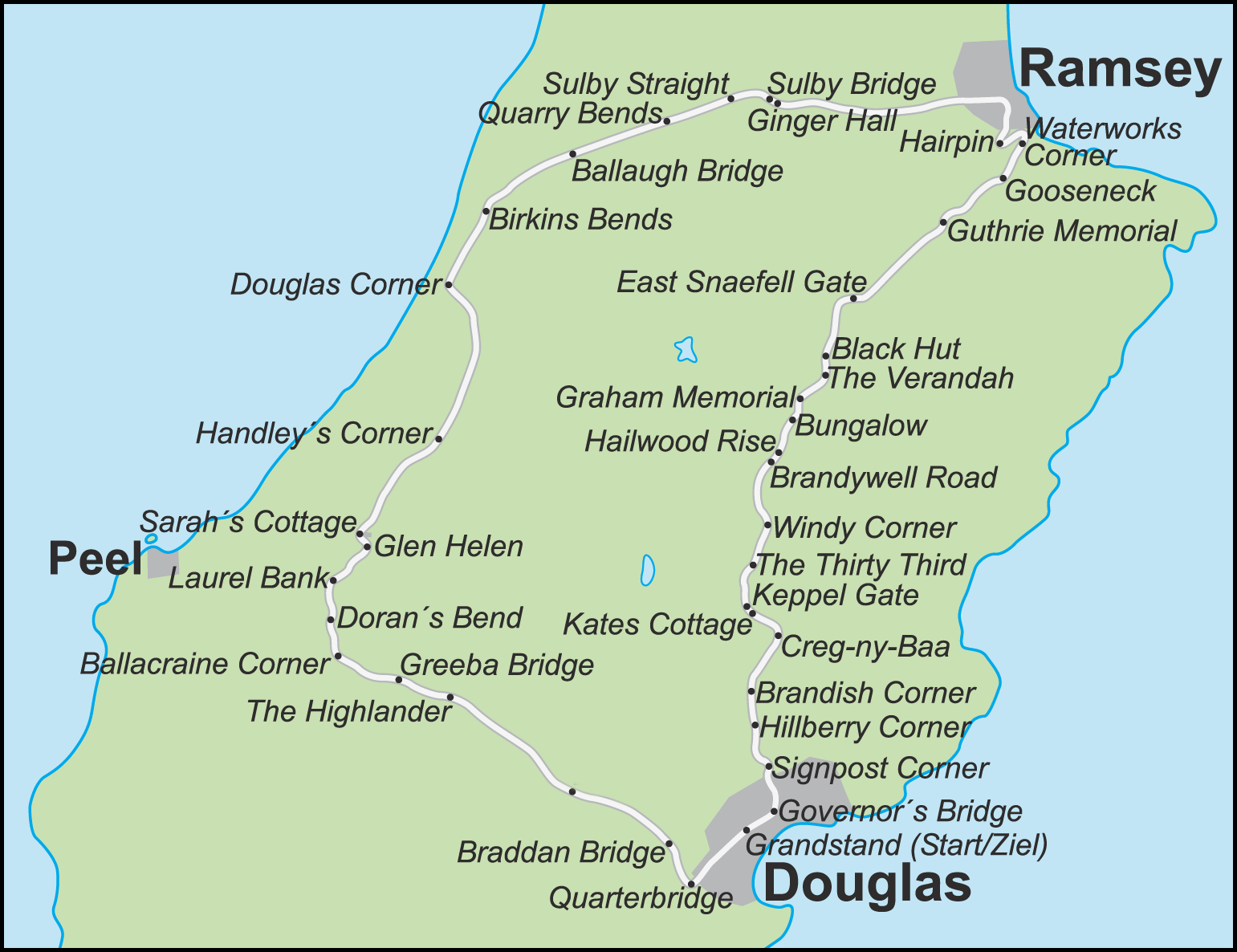
Cyril Williams moest in 1920 duwen van Keppel Gate tot aan de Grandstand, maar won alsnog.

Cyril Williams maakte vanaf 1913 deel uit van het team van AJS in Wolverhampton. In dat jaar en in 1914 nam hij voor dat team deel aan de Isle of Man TT. In de TT van 1914 werd hij in de Junior TT tweede achter zijn teamgenoot Eric Williams (geen familie). 
Hierna werd er vanwege het uitbreken van de Eerste Wereldoorlog vijf jaar lang niet geracet. Pas in 1920 vond er weer een TT op het eiland Man plaats. Het AJS-team stond onder leiding van George Dance, en naast Cyril Williams maakten ook Bert Haddock, Howard Davies, Tom Sheard en Eric Williams er deel van uit. Eric Williams nam de leiding in de Junior TT, maar viel uit. Cyril nam de leiding over en bouwde een voorsprong op van meer dan 20 minuten, tot hij in de laatste ronde bij Keppel Gate problemen met zijn versnellingsbak kreeg. De laatste vier mijlen gingen grotendeels bergaf en freewheelend en duwend won hij toch de race met ruim negen minuten voorsprong op Jack Watson-Bourne. 
De reactie van AJS was opmerkelijk: Men vond dat de overwinning van Cyril Williams de onbetrouwbaarheid van de AJS-machines aantoonde en hij werd ontslagen. Williams was juist de enige fabrieksrijder die de finish überhaupt gehaald had. Alle andere machines vielen zowel in de Senior TT als de Junior TT uit. 
Cyril Williams opende een garage in Wolverhampton, waar hij dealer voor Standard Motor Company werd. Het bedrijf werd tijdens de Tweede Wereldoorlog overgenomen door de Attwood Garage Group.